# Твенджан

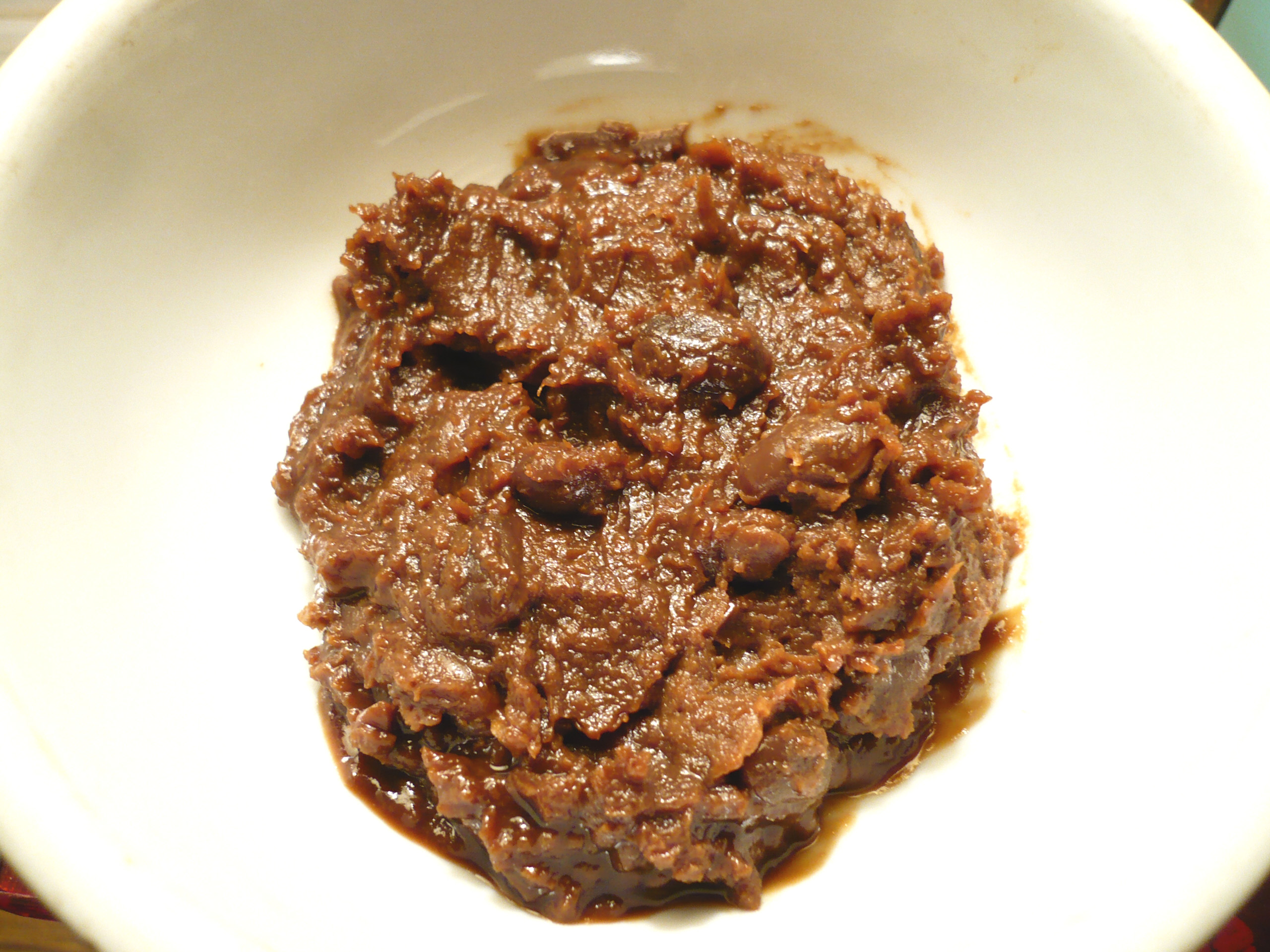
Твенджан

Твенджа́н (된장, 醬; произносится tøndʑaŋ или [twendʑaŋ]) — приправа (соевая паста) в корейской кухне, аналог японского мисо, от которого отличается менее однородной текстурой (в нём часто встречаются кусочки неразмолотых соевых бобов) и участием сенной палочки Bacillus subtilis (а не только кодзи) в ферментации. Готовится из отжима сои. Имеет специфический резкий запах. Название буквально переводится как «твёрдая паста».

## Производство

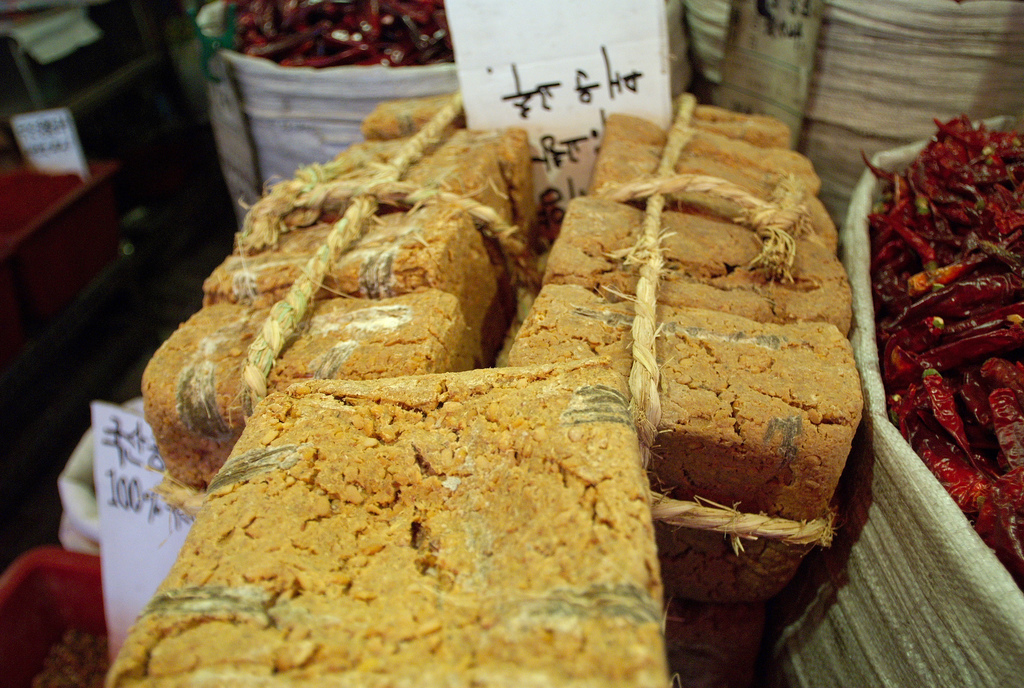
Меджу, соевый солод

При производстве твенджана соевые бобы разваривают и тонко мелют. Получившуюся пасту формуют в плитки меджу (кор. 메주). Меджу выставляют на солнце или в тепло, на рисовую солому. В ней содержится много сенной палочки, которая инициирует процесс ферментации. Запах меджу создаёт аммиак, который производят бактерии. Через месяц (или более, в зависимости от величины плитки) меджу укладывают в большие глиняные горшки с солевым раствором и оставляют для дальнейшей ферментации. После ферментации жидкость сливают (это корейский соевый соус, чосон канджан, кор. 조선간장). Твёрдая солёная часть — это и есть твенджан. В нём, в отличие от мисо, часто встречаются нераздавленные соевые бобы.
Традиционный твенджан готовится из сои и солевого раствора, но в фабричный твенджан обычно добавляют пшеничную муку (как в соевый соус). Существуют разновидности твенджана с анчоусами.

## Употребление

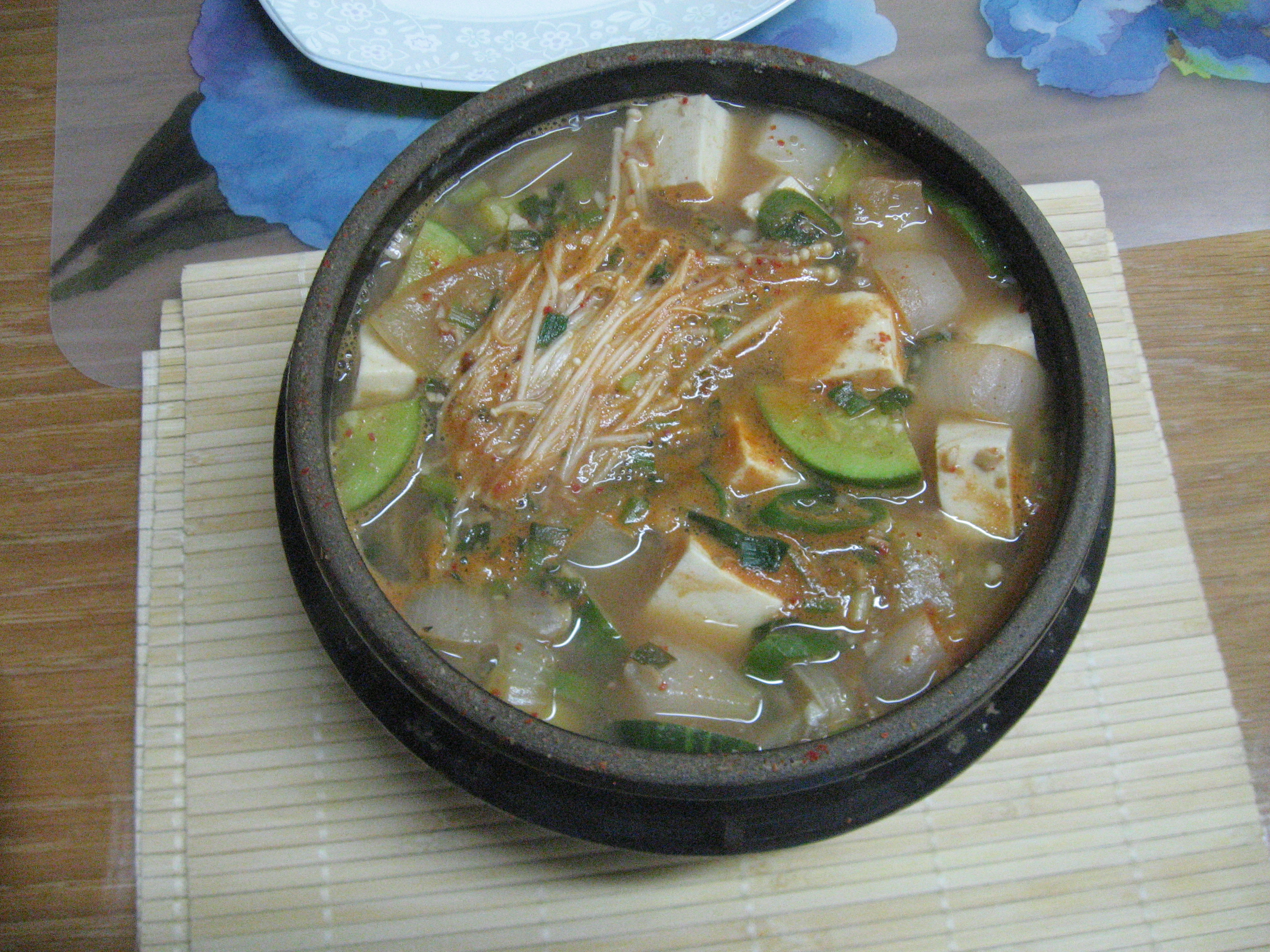
Миска домашнего твенджан ччигэ

Твенджан можно есть сырым с овощами, делать из него начинку или соус. Обычно его смешивают с чесноком, кунжутным маслом; из твенджана с кочхуджаном делают ссамджан. Ссамджан едят с рисом или без него, завёрнутым в листовые овощи (это блюдо называется ссамбап. Сочетание листовых овощей и твенджана или ссамджана часто подаётся к мясным блюдам, например, к самгёпсалю, пулькоги, и поссаму.
С твенджаном готовят бульон для супов, в частности, ччигэ. Там также могут присутствовать тофу, овощи (перец чили, цуккини, зелёный лук), грибы, мясо, моллюски.

## Питательная ценность
Твенджан богат флавонидами, витаминами, минералами и фитоэстрогенами, которым приписывают антиканцерогенные свойства. В корейской кухне, содержащей в основном рис и овощи, твенджан является источником лизина, жизненно важной аминокислоты. Линоленовая и линолевая кислоты играют важную роль в росте кровяных клеток. В отличие от мисо, которое обычно не варят, варёный твенджан используется в кухне корейцев (например, в блюде твенджан ччигэ.

## Твенджан вне Кореи
Дацзян, вид ферментированной соевой пасты, популярен на северо-востоке Китая, очень похож на твенджан. В Китай дацзян привезли маньчжуры.

## Внешние ссылки
- Разнообразные блюда с твенчжаном
- Фотография банки твенчжана
- История твенчжана
- Prof. Kun-Young Park, Pusan National University. Longer aging time increases the anticancer and antimetastatic properties of doenjang (кор.). ASA-IM Korea. Дата обращения: 26 ноября 2007. Архивировано 5 декабря 2007 года.
- Regional doenjang (кор.). The Rural Development Administration of South Korea. Дата обращения: 26 ноября 2007. Архивировано из оригинала 21 апреля 2002 года.